# South African Professional Championship
South African Professional Championship – profesjonalny, nierankingowy turniej snookera, w którym mogli grać wyłącznie zawodnicy z Republiki Południowej Afryki.

## Historia
Południowa Afryka była organizatorem mistrzostw zawodowych w snookerze od 1948 roku. Podobnie jak w Australii, do 1984 odbywały się mecze na bazie wyzwań. Jedynym wyjątkiem był rok 1979, w którym rywalizowało pięciu zawodników. Następnie, gdy WPBSA zaoferowała dotację w wysokości 1000 funtów na zawodnika każdemu krajowi organizującemu krajowe mistrzostwa zawodowe, rozpoczęto organizację turniejów. Dotacja ta zakończyła się w sezonie 1988/1989, po czym większość mistrzostw krajowych została przerwana, a ostatnią edycję turnieju wygrał Perrie Mans.

## Zwycięzcy
Opracowano na podstawie materiału źródłowego.
| Rok       | Zwycięzca          | Finalista          | Wynik       | Miejsce                  | Sezon    |
| Wyzwanie  | Wyzwanie           | Wyzwanie           | Wyzwanie    | Wyzwanie                 | Wyzwanie |
| --------- | ------------------ | ------------------ | ----------- | ------------------------ | -------- |
| 1948–1950 | Peter Mans         | różne mecze        | brak danych |                          |          |
| 1950–1965 | Fred Van Rensburg  | różne mecze        | brak danych |                          |          |
| 1965–1977 | Perrie Mans        | różne mecze        | brak danych |                          |          |
| 1978      | Perrie Mans        | Silvino Francisco  | 9–5         |                          | 1978/79  |
| Turniej   |                    |                    |             |                          |          |
| 1979      | Derek Mienie       | Jimmy van Rensberg | 9–6         |                          | 1979/80  |
| Wyzwanie  |                    |                    |             |                          |          |
| 1980–1984 | Perrie Mans        | różne mecze        | brak danych |                          |          |
| Turniej   |                    |                    |             |                          |          |
| 1984      | Jimmy van Rensberg | Perrie Mans        | 10–7        | MOTHS Club, Johannesburg | 1984/85  |
| 1986      | Silvino Francisco  | Francois Ellis     | 9–1         | Johannesburg             | 1986/87  |
| 1988      | Francois Ellis     | Jimmy van Rensberg | 9–4         | Germiston                | 1987/88  |
| 1989      | Perrie Mans        | Robbie Grace       | 8–5         | Johannesburg             | 1988/89  |